# Blocher Partners
Blocher Partners ist ein Architektur- und Innenarchitekturbüro mit Standorten in Stuttgart, Mannheim, Berlin und Ahmedabad.

## Profil

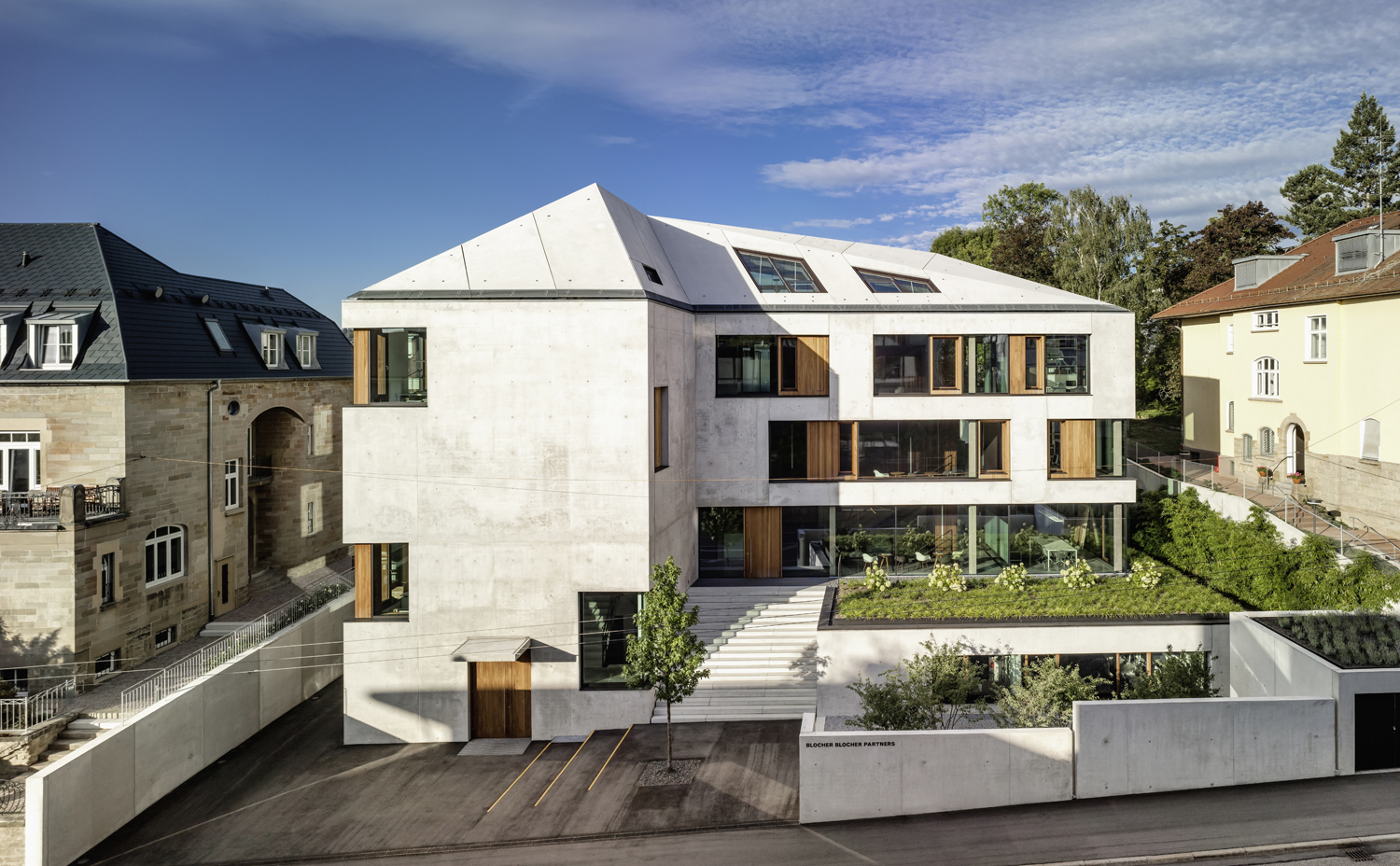
Firmensitz in Stuttgart

Blocher Partners wurde 1989 von Jutta und Dieter Blocher in Stuttgart gegründet. Das Büro ist in den Bereichen Architektur, Stadtplanung, Innenarchitektur, Produktdesign sowie Corporate Design und Corporate Publishing tätig und entwirft, plant und realisiert Bauten für Handel und Industrie, Büro und Verwaltung, Bildung, Wohnen und Gastronomie. Zu den jüngsten Projekten zählt der Neubau des Stadtquartiers Q 6 Q 7 in Mannheim.
Die Gemeinschaft gründete 2005 eine Dependance in Mannheim, 2009 folgte die Gründung einer asiatischen Tochterfirma in Neu-Delhi, der heutige Standort ist Ahmedabad. Seit 2019 hat das Büro einen weiteren Standort in Berlin.

## Wettbewerbserfolge (Auswahl)
- 2020 Quartier am Wiener Platz, Stuttgart – 1. Preis Los 1+2[5]
- 2018 Kunstgebäude, Stuttgart – Zuschlag nach VgV für Sanierung und Umbaumaßnahmen[6]
- 2017 Hugo Boss Outlet, Metzingen – 1. Preis
- 2016 Hotelfassade Nadlerstraße, Stuttgart – 1. Preis und Auftrag
- 2015 Grundsanierung der Kathrin-Türks-Halle, Dinslaken – Auftrag
- 2015 Hotel Burggraf, Tecklenburg – 1. Preis
- 2014 Stadtvillen am Hanns-Glückstein-Park, Mannheim – 1. Preis
- 2013 Sanierung des Niedersächsischen Landtags, Hannover – Auftrag
- 2013 Rathaus, Bissendorf – 1. Preis und Auftrag
- 2009 Outletcity, Metzingen – 1. Preis und Auftrag
- 2008 Wohnpark Niederfeld, Mannheim – 1. Preis und Auftrag

## Projekte (Auswahl)
- AOK Projekthaus, Ludwigsburg[7]
- Boss Outlet, Metzingen[8]
- Bürogebäude Herdweg, Stuttgart
- Congress Centrum Würzburg
- Deutsches Filmmuseum, Frankfurt am Main
- Engelhorn (diverse Projekte), Mannheim
- Glückstein V Stadthäuser, Mannheim
- Hilton Garden Inn Mannheim
- Niedersächsischer Landtag, Hannover
- Mondeal Heights, Ahmedabad
- Mondeal Square, Ahmedabad
- Outletcity Metzingen
- Radisson Blu Mannheim
- Badische Staatsbrauerei Rothaus Fanshop, Grafenhausen
- Sophie 23, Stuttgart
- Stadtquartier Q 6 Q 7, Mannheim
- Ruprecht-Karls-Universität Heidelberg
- Universität Mannheim
- VfB Stuttgart Fan-Center, Stuttgart
- Wohnpark Niederfeld, Mannheim
- Zen Department Store, Bangkok

## Auszeichnungen (Auswahl)
- Stores of the Year (Home/Living) für Möbel Rieger, Heilbronn
- German Design Award (Winner) für Favo Lichtsystem
- BDApreis Niedersachsen 2019 für Niedersächsischer Landtag, Hannover[9]
- BDApreis Niedersachsen 2019 für Rathaus Bissendorf
- Innovationspreis Architektur + Technik (besondere Auszeichnung) Favo Beleuchtungssystem Stuttgart
- (Special Mention) für Niedersächsischer Landtag (Hannover)[10]
- (Winner) für Department Store Parkson (Kuala Lumpur)[10]
- Auszeichnung der Architektenkammer Baden-Württemberg für Beispielhaftes Bauen für Blocher Partners Headquarters (Stuttgart)
- Deutscher Innenarchitekturpreis für Restaurant Opus V (Mannheim) und Blocher Blocher Partners Headquarters (Stuttgart)[11]
- German Design Award für Mondeal Square (Ahmedabad), Blocher Partners Headquarters (Stuttgart) und das Rathaus Bissendorf.
- Iconic Award u. a. für das Rathaus Bissendorf (Bissendorf), Mondeal Square (Ahmedabad), Restaurant Opus V (Mannheim), Blocher Partners Headquarters (Stuttgart)
- International Design Award (First Prize) für Mondeal Square (Ahmedabad)
- Niedersächsischer Staatspreis für Architektur (Shortlist) für Rathaus Bissendorf (Bissendorf)
- Red Dot Design Award (Best of Best) für Einbaustrahler Argo und Blocher Partners Headquarters (Stuttgart)
- Stores of the Year Award für Modehaus Garhammer (Waldkirchen) und den Wohnpark Binzen (Binzen)[12]
- WAN Sustainability Award (Shortlist) für das Blocher Blocher Partners Headquarters (Stuttgart)

## Veröffentlichungen
- Blocher, Dieter: "Corporate Architecture oder: Von der Masse zur Marke, in: Handbuch Ladenbau, Hrsg.: Umdasch Shop Academy, 2015, S. 220–225, ISBN 978-3766721884
- Blocher, Dieter: "Mitten ins urbane Herz – Herausforderungen einer innenstadt-verträglichen Mall-Architektur", in: Shopping-Center-Future, Hrsg.: Prof. Dr. Bernd Falk und Momme T. Falk, 2014, ISBN 978-3000411021
- Blocher, Dieter: "Schöne neue Einkaufswelt. Wie viel Thematisierung braucht der Einzelhandel?", in: Shopping-Center-Handbuch, Hrsg.: Prof. Dr. Bernd Falk und Wolfgang R. Bays, 2009, S. 592–604, ISBN 978-3000272509
- Blocher, Jutta: "Endlich Zukunft!", in: Retail Design International 2, Hrsg.: Jons Messedat, avedition, 2016
- Blocher, Jutta: "SHOP.vor.bild", in: denk.werkstatt 2011, Hrsg.: Resopal GmbH, 2012, S. 46–58
- Kreutz, Angela: "Magnetwirkung von Retail-Architektur", in: Ladenbaulexikon, Hrsg.: Umdasch Shop Academy, Callwey, 2011, ISBN 978-3766718808

## Werkschau (Auswahl)

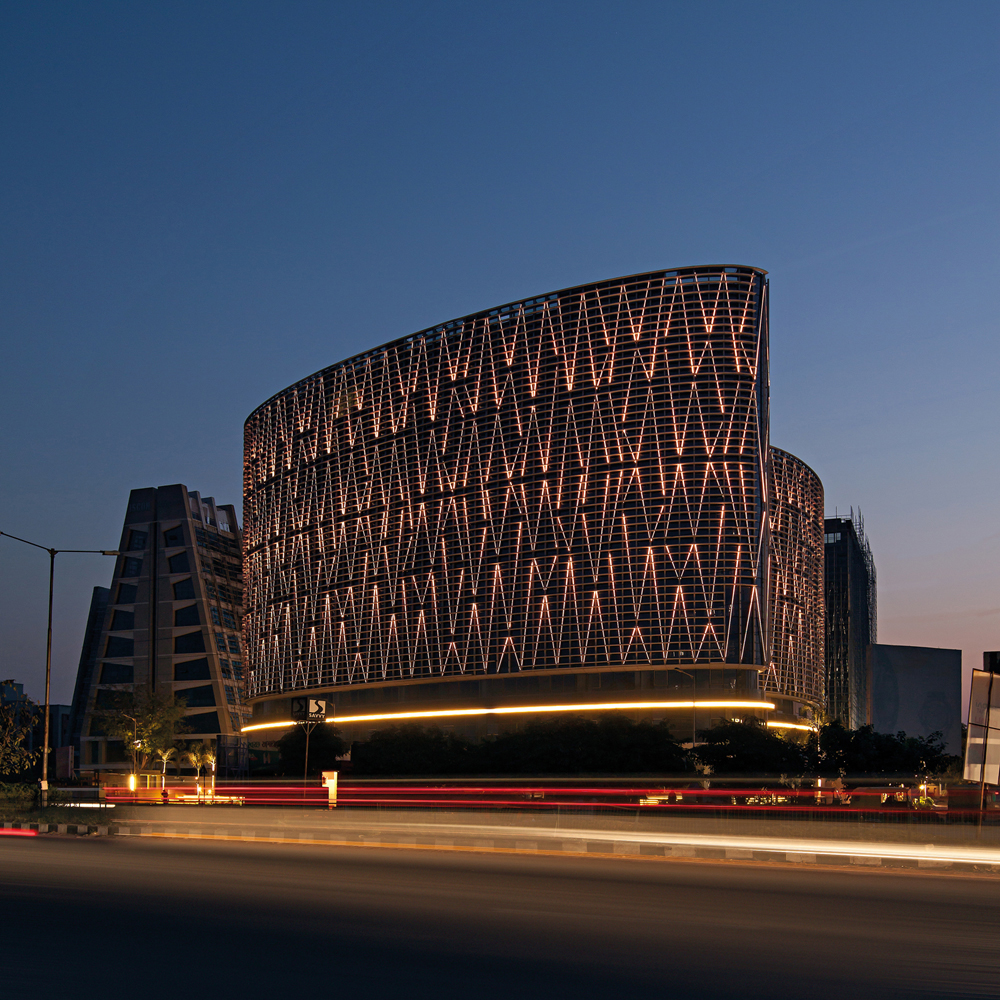
Mondeal Square, Ahmedabad
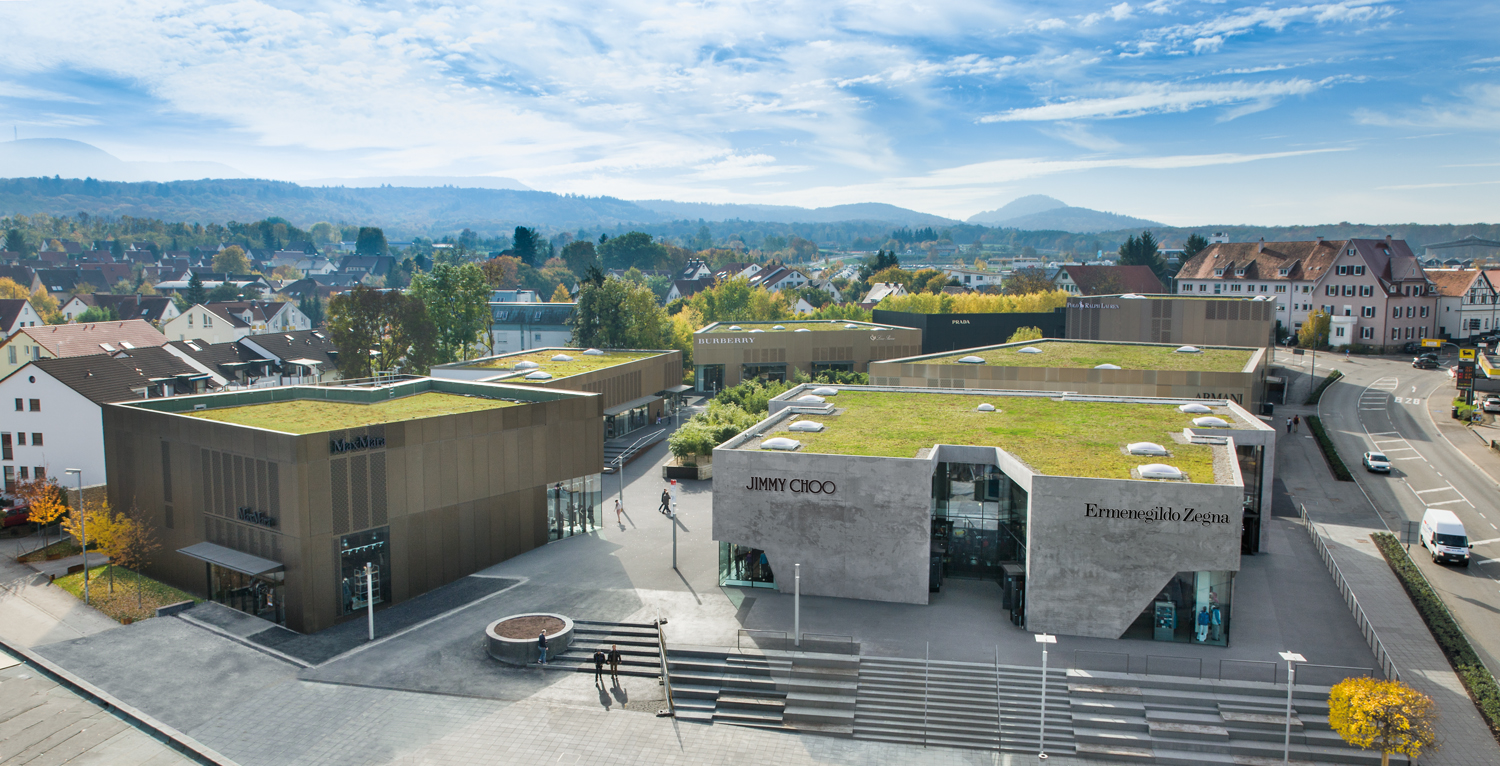
Outletcity, Metzingen
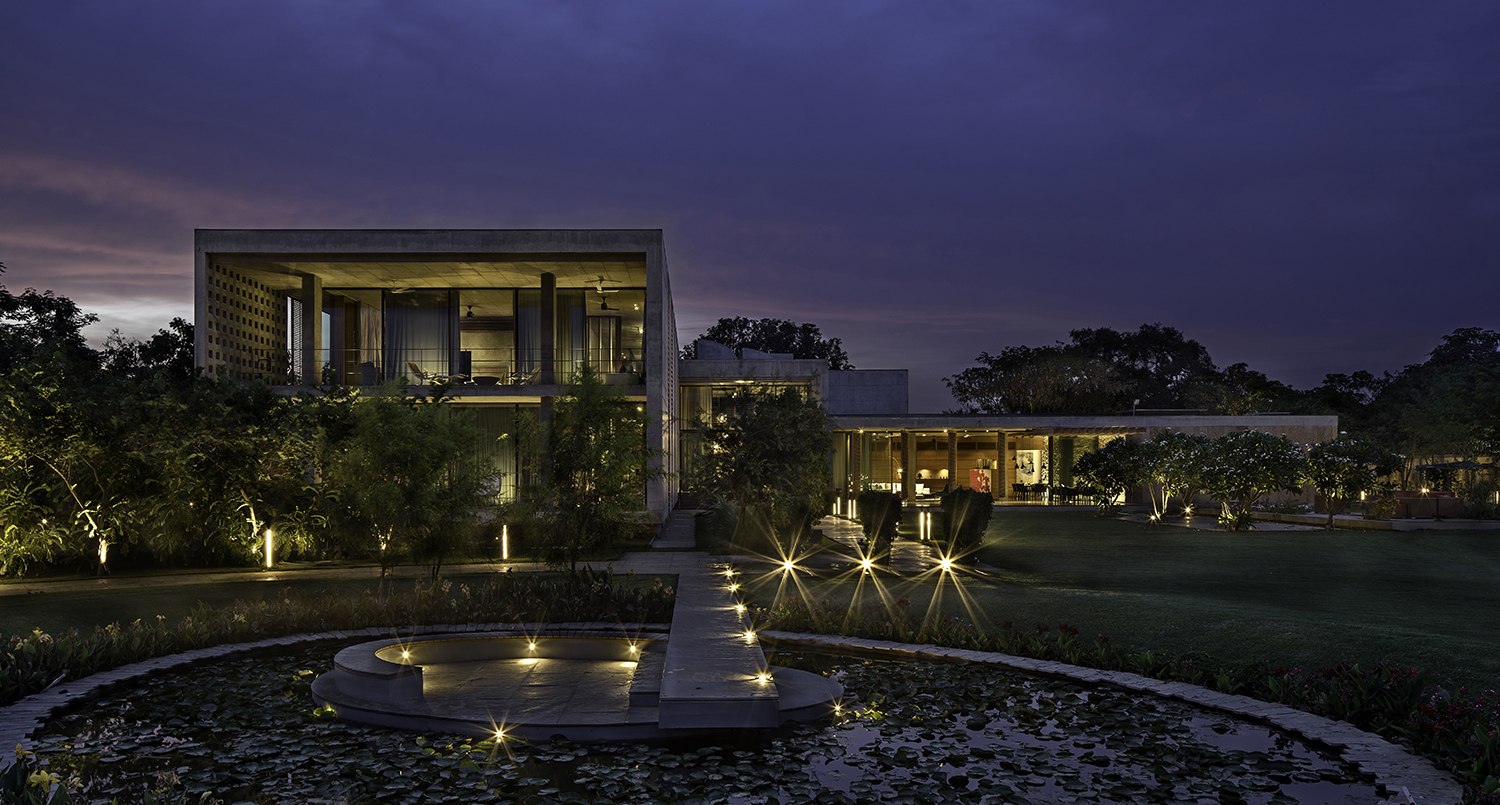
Privatresidenz Ahmedabad
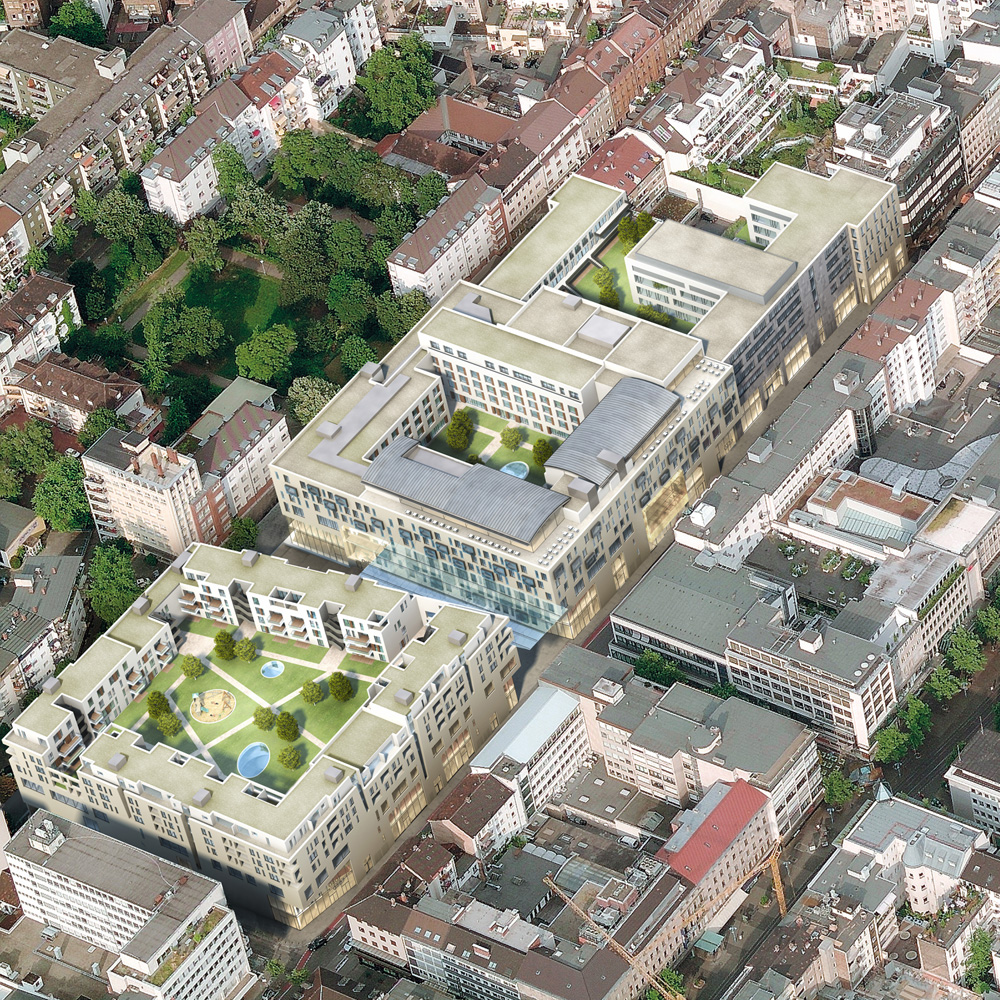
Stadtquartier Q 6 Q 7, Mannheim
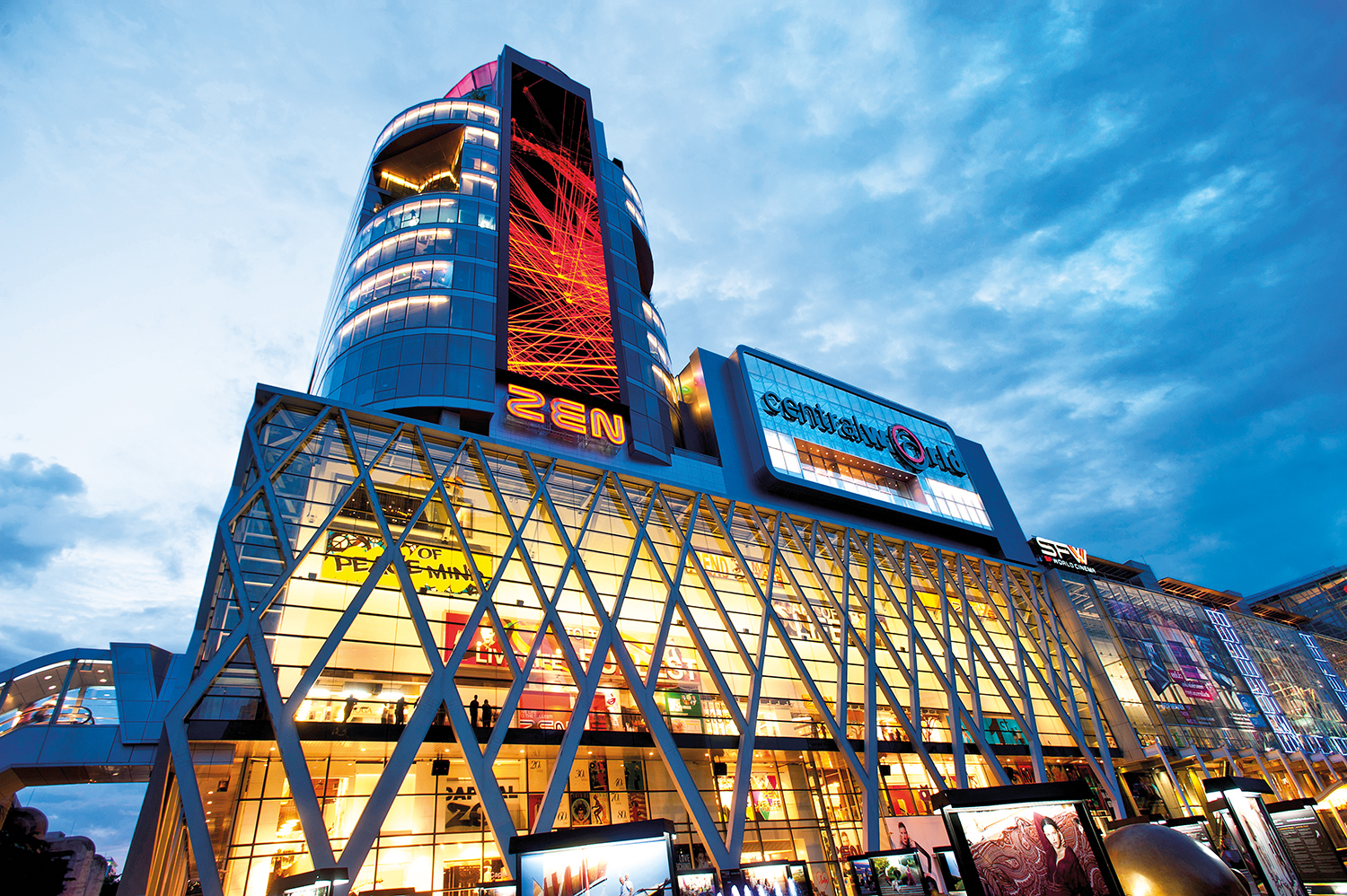
Zen Department Store, Bangkok
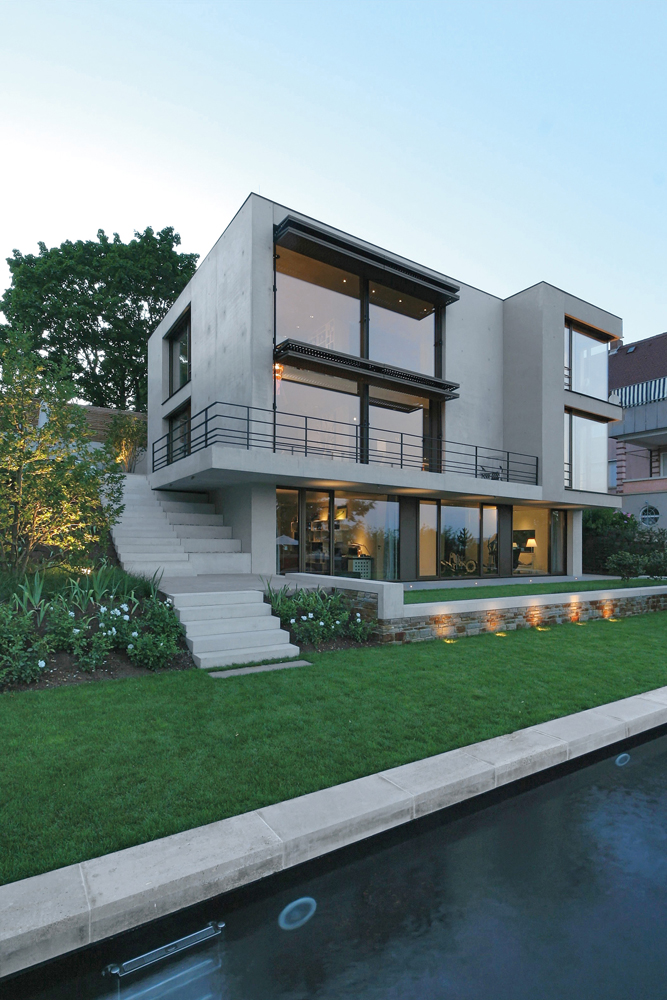
Einfamilienhaus Stuttgart
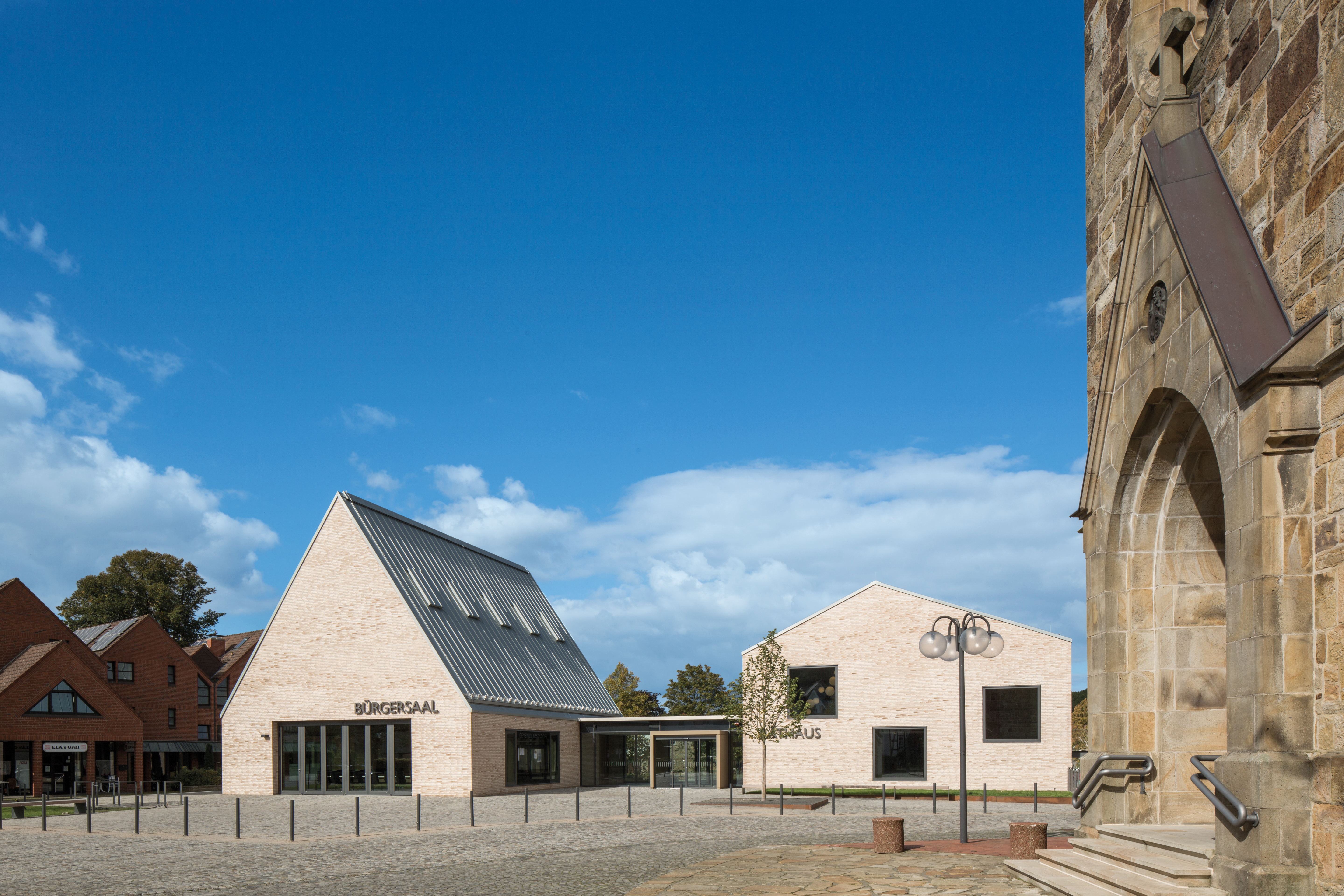
Rathaus Bissendorf
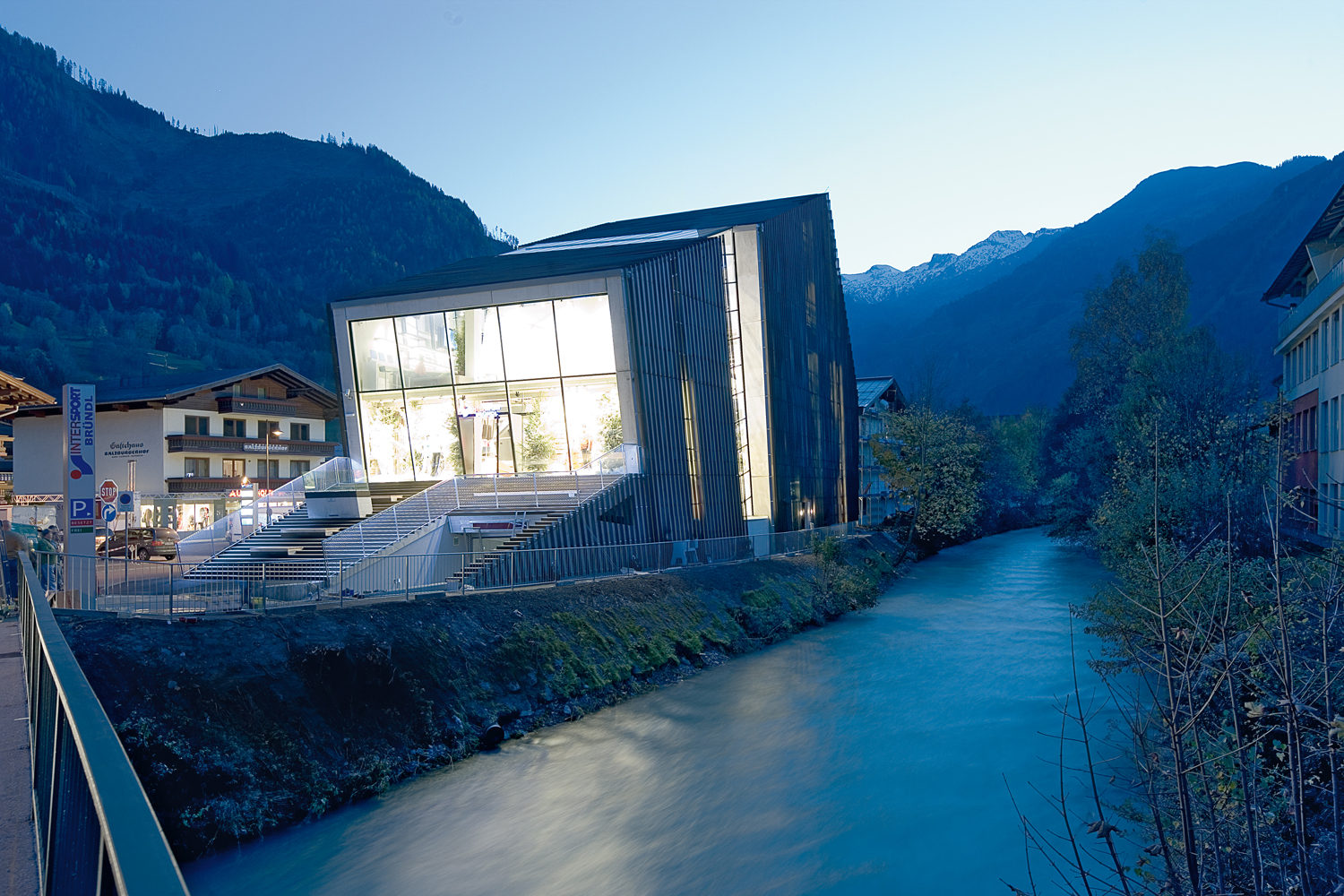
Bründl Sports, Kaprun